# Провінція Каґа
Провінція Каґа (яп. 加賀国 — каґа но куні, «країна Каґа»"; 加州 — касю, «провінція Каґа») — історична провінція Японії у регіоні Тюбу у центрі острова Хонсю. Відповідає південній частині сучасної префектури Ісікава.

## Короткі відомості
Провінція Каґа була утворена 823 року, у результаті поділу провінції Етідзен. Центр нової адміністративної одиниці був у сучасному місті Комацу.
З 14 до кінця 15 століття провінцією Каґа керував рід Тоґасі, однак він був повалений місцевими буддистами секти Ісіяма Хонґандзі. На землях провінції було утворено першу в історії Японії теократичну республіку. У 16 столітті вона була повалена військами Ода Нобунаґи.
У період Едо (1603—1868) провінція Каґа належала роду Маеда, одному з головних васалів сьоґунату.
У результаті адміністративної реформи 1872 року, провінція Каґа увійшла до складу префектури Ісікава.

## Повіти
- Енума 江沼郡
- Ісікава 石川郡
- Каґа 加賀郡
- Номі 能美郡